# 汽車音響 (歌曲)
《汽车音响》（英語："Car Radio"）是美国音乐组合Twenty One Pilots创作和录制的一首歌曲，最初收录在他们的第二张录音室专辑《Regional at Best》中。经过重新录制和制作，歌曲于2014年3月18日发行，作为他们的第三张录音室专辑《Vessel》的第六首也是最后一首单曲。

## 背景
这首歌的灵感来自于主唱泰勒·约瑟夫大学期间发生的一件事。在接受《Rock Sound》采访时，他解释说，有一天他上课迟到了，忘记锁车门了。下课后，他回来发现有人闯入了他的车并偷走了车内的所有东西，包括音响、 GPS和CD 。当时，约瑟夫没有足够的钱来更换丢掉的音响。随后，没有汽车音响的经历让他意识到“音乐会分散注意力，可以阻止你的思绪去它想去的地方”。

## 作品
根据Alfred Publishing在 Musicnotes.com 上发布的乐谱，《汽車音響》以四四拍写成，速度较慢，为每分钟 65 拍。《汽車音響》以A小调创作，而泰勒·约瑟夫的音域跨越一个八度，从低音C4到高音C5。这首歌在主歌和间奏部分的和弦进行是F–G–Am–G，在副歌部分则以Fmaj7–G6–Am–G6为和弦进行。《汽車音響》是乐队较为简练的歌曲，以忧郁的另类流行和说唱摇滚开始，之后爆发出狂欢摇滚和电子摇滚。这首歌曲的结构“出乎意料”，因为其中没有副歌或者重复旋律。这首歌的歌词讲述了泰勒·约瑟夫上大学时迟到并丢失了车用音响的真实故事。

## 音乐录影带
该音乐视频于2013年4月19日上传至YouTube，由 Reel Bear Media 的马克·C·埃什尔曼执导。影片早一场演唱会上拍摄。泰勒·约瑟夫坐在卫生间地板上唱着这首歌。他接着剃掉了自己的头发，戴上滑雪面罩，走到舞台上，同时乔什·邓正在演奏鼓。约瑟夫台下走进静止的人群当中，约瑟夫开始跳跃，人群也跟着跳起来。约瑟夫通过人群衝浪到达舞台平台，与邓一起在舞台上演唱了歌曲的剩余部分。随着歌曲结束，约瑟夫独自一人出现在舞台上，人群散去。他摘下了面具，再次露出了他的脸（我们看到他的头发好像没有剃过一样）。最后，他从舞台上向后倒下。
截至2022年10 月，该视频在YouTube上的观看次数已超过 2.82 亿次。

## 现场表演
2014年4月13日，二十一名飞行员乐队在2014年MTV电影奖颁奖典礼上演唱了这首歌曲。同月28日，乐队在塞斯·梅耶斯深夜秀演唱了这首歌。他们还于 5月28日在BBC Radio 1 的2016 Big Weekend 活动上演唱了这首歌

## 曲目列表
| 数字下载或流播 | 数字下载或流播 | 数字下载或流播 |
| 曲序           | 曲目           | 时长           |
| -------------- | -------------- | -------------- |
| 1.             | Car Radio      | 4:27           |

## 人员
- Tyler Joseph – 主唱、吉他、钢琴、合成器、编程、键盘、贝斯
- 乔什·邓 – 鼓、打击乐手

## 榜单
| 榜单 (2014)                              | 最高排名 |
| ---------------------------------------- | -------- |
| 美国（《告示牌》Bubbling Under Hot 100） | 15       |
| 美國（《告示牌》Hot Rock Songs）         | 20       |
| 美國（《告示牌》Alternative Airplay）    | 28       |
| 美國（《告示牌》Rock Airplay）           | 42       |
| US Heetseeker Songs (Billboard)          | 22       |

| 榜单 (2014)                   | 排名 |
| ----------------------------- | ---- |
| US Hot Rock Songs (Billboard) | 74   |

## 销售认证
| 地區                                  | 认证 | 认证单位/销量 |
| ------------------------------------- | ---- | ------------- |
| 澳大利亚（澳大利亚唱片业协会）        | 白金 | 70,000‡       |
| 加拿大（加拿大音乐协会）              | 白金 | 80,000‡       |
| 葡萄牙（葡萄牙唱片業協會）            | 金   | 10,000‡       |
| 英国（英国唱片业协会）                | 金   | 400,000‡      |
| 美国（美國唱片業協會）                | 白金 | 1,000,000‡    |
| *僅含認證的實際銷量 ^僅含認證的出貨量 |      |               |

## 发布历史
| 地区 | 日期          | 格式          | 标签     |
| ---- | ------------- | ------------- | -------- |
| 全球 | 2010          | 数字下载·流播 | 自行发布 |
| 全球 | 2014年3月18日 | 数字下载·流播 | 拉麵工坊 |